# Centrorhynchus brevicanthus
Centrorhynchus brevicanthus är en hakmaskart som beskrevs av Das 1949. Centrorhynchus brevicanthus ingår i släktet Centrorhynchus och familjen Centrorhynchidae. Inga underarter finns listade i Catalogue of Life.